# 浅香克孝
浅香 克孝（あさか こくこう、1856年11月6日（安政3年10月9日）- 1914年（大正3年）1月5日）は、明治時代の政治家。衆議院議員（6期）。

## 経歴
武蔵国足立郡千住町（東京府南足立郡千住町、東京市足立区を経て現東京都足立区千住地域）に生まれる。生家は豪農として知られた。25歳にして東京府会議員に選出され、同常置委員、郡部会副議長を歴任する。
のち立憲改進党に入党し、1890年（明治23年）7月の第1回衆議院議員総選挙では東京府第11区から出馬し当選。以来第2回、第3回、第5回、第6回、第8回総選挙でも当選し衆議院議員を通算6期務めた。議員在任中は憲政本党の幹部などを務めた。